# Римарєв Володимир Іванович
Володи́мир Іва́нович Ри́марєв — старшина Збройних сил України.

## З життєпису
Строкову службу закінчив у 2002 році в білоцерківській 72-й механізованій дивізії, сержант, командир відділення розвідки. Працював на будівництві, столяр-паркетник; у 2005 році підписав контракт, отримав призначення в Новоград-Волинський мінометний підрозділ одного з батальйонів 30-ї окремої механізованої бригади. Став старшиною, головний сержант мінометної батареї.
При відправці на російський фронт вдома лишилися дружина та п'ятирічний син. У середині червня 2014-го підрозділ, в якому служив Римарєв, встановив блокпост на шосе Сєвєродонецьк — Луганськ біля Новоайдара. Під час відбиття одного з нападів терористів осколками поранено 17 вояків. Старшині Римареву два осколки влучили в праву ногу, вище коліна, один у нижню частину лівої.

## Нагороди
26 липня 2014 року — за особисту мужність і героїзм, виявлені у захисті державного суверенітету та територіальної цілісності України, вірність військовій присязі під час російсько-української війни, відзначений — нагороджений орденом «За мужність» III ступеня.